# Stefanone
Stefanone (fl. 1350-1390) è stato un pittore italiano del Trecento, attivo a Napoli.

## Biografia
Esistono pochi dettagli su Stefanone, ma per quello che viene detto su di lui da Bernardo De Dominici, nella sua biografia dei pittori napoletani, si ritiene che, insieme a Gennaro di Cola, sia stato allievo di Simone Martini. Dipinse un vescovo di Tolosa a San Lodovico, iniziato dal suo maestro. 